# Umetnostna fakulteta v Osijeku
Umetnostna fakulteta (izvirno hrvaško Umjetnička akademija u Osijeku), s sedežem v Osijeku, je fakulteta, ki je članica Univerze v Osijeku.